# اليونان على أطلال ميسيلونجي
اليونان على أطلال ميسيلونجي (بالفرنسية: La Grèce sur les ruines de Missolonghi)‏ هي لوحة زيتية رسمها عام 1826 الفنان الفرنسي ديلاكروا، موجودة الآن في متحف الفنون الجميلة دي بوردو. واستلهم هذه اللوحة من حصار قوات الدولة العثمانية لميسيلونجي عام 1826.